# Maciej Maciejewski
Maciej Maciejewski (* 1. Oktober 1914 in Augustów; † 17. Mai 2018 in Warschau) war ein polnischer Schauspieler.

## Leben und Werk
Maciejewski debütierte im Alter von 24 Jahren im Jahr 1938. Er spielte in Halka. Er erschien in der Rolle des Verbindungsmannes Gustaw in Andrzej Wajdas Der Kanal, einem Streifen über den Warschauer Aufstand.

## Filmografie (Auswahl)
- 1951: Chopins Jugend (Młodość Chopina) – Regie: Aleksander Ford
- 1953: Żołnierz zwycięstwa – Regie: Wanda Jakubowska
- 1954: Unter dem phrygischen Stern (Pod gwiazdą frygijską) – Regie: Jerzy Kawalerowicz
- 1955: Berge brennen (Podhale w ogniu) – Regie: Jan Batory
- 1956: Der Kanal  (Kanał)  – Regie: Andrzej Wajda
- 1957: Prawdziwy koniec wielkiej wojny – Regie: Jerzy Kawalerowicz
- 1960: Wirklichkeit (Rzeczywistość) – Regie: Antoni Bohdziewicz
- 1964: Der unterbrochene Flug (Przerwany lot)
- 1967: Wenus z Ille – Regie: Janusz Majewski
- 1970: Epilog norymberski – Regie: Jerzy Antczak
- 1987: Ein kurzer Film über das Töten (Krótki film o zabijaniu) – Regie: Krzysztof Kieślowski
- 1990: Dekalog, Fünf (Dekalog, pięć)
- 1994: Ein Wendehals  (Zawrócony)
- 1997: Die Farbe des Lebens (Our God's Brother)
- 1998: Klan (Fernsehserie)
- 2000: Egoiści – Regie: Mariusz Treliński
- 2002: Samo życie